# Sethiathoppu
Sethiathoppu è una suddivisione dell'India, classificata come town panchayat, di 7.962 abitanti, situata nel distretto di Cuddalore, nello stato federato del Tamil Nadu. In base al numero di abitanti la città rientra nella classe V (da 5.000 a 9.999 persone).

## Geografia fisica
La città è situata a 11° 27' 48 N e 79° 32' 44 E.

## Società

### Evoluzione demografica
Al censimento del 2001 la popolazione di Sethiathoppu assommava a 7.962 persone, delle quali 4.158 maschi e 3.804 femmine. I bambini di età inferiore o uguale ai sei anni assommavano a 827, dei quali 448 maschi e 379 femmine. Infine, coloro che erano in grado di saper almeno leggere e scrivere erano 5.766, dei quali 3.321 maschi e 2.445 femmine.